# Rubzowsk
Rubzowsk (russisch Рубцо́вск) ist eine Stadt in der Region Altai im südlichen Westsibirien (Russland) mit 147.002 Einwohnern (Stand 14. Oktober 2010). Sie ist Verwaltungszentrum des gleichnamigen Rajons.

## Geografie
Die Stadt liegt an der Bahnstrecke (Station Rubzowka) und der Fernstraße Barnaul – Semipalatinsk (Kasachstan) 280 km südwestlich von Barnaul in den Waldsteppen nördlich des Altai am Fluss Alei, einem linken Nebenfluss des Ob.
Das Klima ist kontinental mit einer mittleren Januartemperatur von −17,5 °C und einer mittleren Julitemperatur von +20,5 °C. Die mittlere Jahresniederschlagsmenge beträgt 370 mm.

## Geschichte
Der Ort wurde 1886 als Dorf Rubzowo (Рубцово) (später Rubzowka), benannt nach dem ersten, aus dem Gouvernement Samara stammenden, Siedler Michail Rubzow, gegründet. 1892 erhielten die Bewohner das Recht zur Landnutzung; dieses Jahr gilt als offizielles Gründungsjahr.
1915 wurde die Bahnstrecke Nowonikolajewsk (heute Nowosibirsk) – Barnaul – Semipalatinsk, Teil der späteren Turksib, durch Rubzowsk eröffnet, was einen ersten wirtschaftlichen Aufschwung mit sich brachte.
1927 wurde dem Ort bei gleichzeitiger Umbenennung in Rubzowsk das Stadtrecht verliehen.
In den Jahren des Großen Vaterländischen Krieges wurden ein Landwirtschaftsmaschinenwerk aus Odessa und das Charkiwer Traktorenwerk nach Rubzowsk verlagert. Als Folge entstand das Altaiski Traktorny Sawod und die Einwohnerzahl der Stadt wuchs auf das Mehrfache.
In Rubzowsk bestand das Kriegsgefangenenlager 511 für deutsche Kriegsgefangene des Zweiten Weltkriegs.

### Bevölkerungsentwicklung
| Jahr | Einwohner |
| ---- | --------- |
| 1939 | 37.709    |
| 1959 | 111.357   |
| 1970 | 144.951   |
| 1979 | 157.082   |
| 1989 | 171.792   |
| 2002 | 163.063   |
| 2010 | 147.002   |

Anmerkung: Volkszählungsdaten

## Kultur und Sehenswürdigkeiten

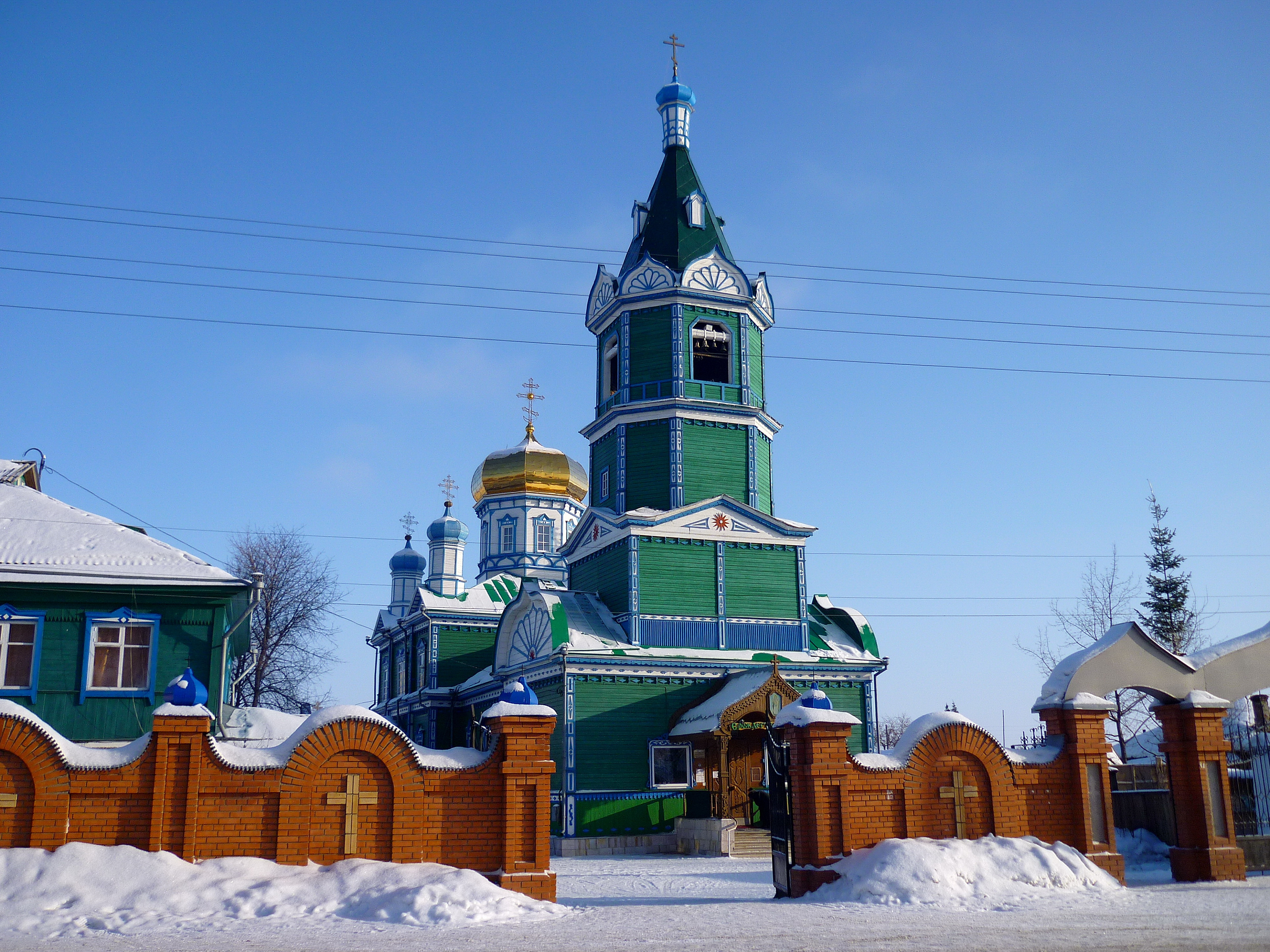
Die Erzengel-Michael-Kirche

Die Stadt besitzt ein Dramatheater und ein Heimatmuseum.
Erhalten ist die hölzerne Erzengel-Michael-Kirche (zerkow Michaila Archangela, 1906).

## Wirtschaft
Die größten Industriebetriebe der Stadt sind das Landmaschinenwerk „Sibagromasch“ (hervorgegangen aus „Altaiselmasch“), das Traktorenwerk der AG „Alttrak“ („Altaiski traktor“) und weitere Landwirtschafts-, Fahrzeug- und Maschinenbaubetriebe. Außerdem ist Rubzowsk Standort der Leicht- und Nahrungsmittelindustrie und der Baumaterialienwirtschaft.

### Bildung
In Rubzowsk befinden sich Filialen der Technischen Altai-Universität (Barnaul) und der „Offenen Regionaluniversität“. Die Stadt hat 27 Mittelschulen (2002).

## Verkehr
Die Stadt liegt an der russischen Fernstraße A322.

## Städtepartnerschaften
Rubzowsk listet folgende Partnerstädte auf:
- Grants Pass, Vereinigte Staaten

## Söhne und Töchter der Stadt
- Raissa Gorbatschowa (1932–1999), Ehefrau von Michail Gorbatschow
- Anatol Ugorski (1942–2023), Pianist
- Boris Eifman (* 1946), Choreograph
- Vladimir Galouzine (* 1956), Opernsänger (Heldentenor)
- Wladimir Ryschkow (* 1966), Politiker
- Jelena Tschalych (* 1974), Radrennfahrerin
- Olga Kusjukowa (* 1985), Skilangläuferin
- Igor Jurganow (* 1993), Fußballspieler